# فالفاسون
فالفاسون (بالإيطالية: Valvasone)‏ هي كومونا تقع في إيطاليا في مقاطعة بوردينوني. يقدر عدد سكانها بـ 2,095 نسمة ومساحتها 17.9 كم2 وترتفع عن سطح البحر 59 متر.